# The Glass Closet: Why Coming Out Is Good Business
The Glass Closet: Why Coming Out Is Good Business (en español: El armario de cristal: por qué salir del armario es un buen negocio) es un libro de John Browne, exdirector ejecutivo de BP, publicado en mayo de 2014. Tiene su base en las memorias de Browne de 2010, Beyond Business, en las que analiza la presión de estar en el armario en el trabajo durante décadas. Este libro analiza más ampliamente la experiencia de los homosexuales en el lugar de trabajo a través de estadísticas, entrevistas y estudios de casos. Browne sostiene que los entornos empresariales inclusivos con personas LGTB aumentan la productividad de los trabajadores e identifica siete acciones que las empresas pueden tomar para permitir que su personal se encuentre fuera del armario en el trabajo, incluida la creación de grupos LGBT y alentar a los gerentes a ser aliados heterosexuales.